# Maria da Conceição Mendes Horta
Maria da Conceição Mendes Horta, geralmente conhecida como Maria da Conceição e pela alcunha de Santa da Ladeira do Pinheiro ou, mais abreviadamente, Santa da Ladeira e, popularmente, como a Santinha da Ladeira (Riachos, Torres Novas  - Torres Novas, 10 de agosto de 2003), foi uma mística natural de Torres Novas, ativa a partir da década de 1960. O episódio da Santinha da Ladeira, junto com outros casos célebres como o Tolan ou ou crime da Aldeia Velha, acabou integrando o imaginário e a memória coletiva de Portugal, sobretudo como episódio ilustrativo da crendice popular. Em 2003, a Igreja Católica Ortodoxa Portuguesa, que havia apoiado o culto a partir da década de 1970, anunciou a desvinculação do santuário "Santa da Ladeira", devido aos "atos de heresia e fomento da desordem e desgraça" verificados naquele local de culto.

## História
O fenómeno surgiu no início da década de 1960, quando Maria da Conceição Mendes Horta, habitante de Torres Novas afirmou falar com Deus e com os santos, atraindo a atenção de milhares de católicos. Segundo Maria da Conceição, a última aparição teria ocorrido numa árvore, em 1962, após uma grave doença que a teria afligido em 1959, repetindo outras duas aparições que já teria presenciado aos 7 e 9 anos.
Maria da Conceição granjeou fama de milagreira entre o povo, tendo sido perseguida e presa pelas autoridades na década de 1960, e excomungada pela Igreja Católica Portuguesa. A partir de novembro de 1962, a igreja católica recusou-lhe os sacramentos, afirmando que a mística mentia acerca das pretensas aparições. Uma das eventuais motivações para a rápida excomunhão terá sido a ameaça que o novo santuário fazia ao Santuário de Fátima.
No final da década de 1970, a Igreja Católica Ortodoxa tentou uma aproximação procurando, em conjunto com Maria da Conceição, estabelecer um enquadramento e regras que dessem seriedade ao culto. No documentário do jornalista Luís Bizarro, filmado em 1982-83, a igreja católica apostólica ortodoxa de Portugal surge apoiando e participando nas celebrações do Santuário da Ladeira do Pinheiro.
No início da década de 1980, centenas de pessoas acorriam em peregrinação no dia 1 de abril ao chamado Santuário da Ladeira do Pinheiro, percorrendo quilómetros a pé, e em particular o caminho de terra que funcionava como via sacra, até ao local da aparição, que percorriam de joelhos, de gatas e rastejando, como forma de agradecimento pelas graças recebidas.
A própria casa de Maria da Conceição tornou-se um local de peregrinação, com monumentos votivos, caixa de correio dedicada a pedidos de graças, jardim infantil e refeitório.
A Santinha da Ladeira partilhava a fama mística, na época, com outros casos célebres como a Alexandrina de Balazar, a Çãozinha de Alenquer, a Doentinha de Balasar e Santa Maria Adelaide de Arcozelo.

### Desvinculação da Igreja Ortodoxa
Em agosto de 2003, a Igreja Católica Ortodoxa Portuguesa anunciou a desvinculação do santuário "Santa da Ladeira", devido aos "atos de heresia e fomento da desordem e desgraça" verificados naquele local de culto. A organização considerou Maria da Conceição como "uma espécie de contrapoder que não aceita qualquer regra, ultrapassando todos os limites", considerando-a nada mais que uma seita.
Segundo a organização, haviam sido colocadas imagens religiosas nas capelas do santuário, o que não é permitido pelos ortodoxos, tendo surgindo vários pseudo-sacerdotes que se haviam associado ao local de culto. Considerou haver uma "mistura de cultos e doutrinas no local", "ilusão espiritual", "guerras tribais", "maledicência", "leilões e peditórios com fins duvidosos", fatores adicionais para o afastamento da Igreja Ortodoxa.
A assembleia ortodoxa passou a aconselhar os seus fiéis a não frequentar o local, proibindo qualquer sacerdote de ali celebrar , sob pena de suspensão das suas funções eclesiásticas.

## Documentários
Entre 1982 e 1983, o jornalista Luís Bizarro Borges realizou o documentário Ladeira do Pinheiro, filmado em Super 8, sobre o caso da Santinha da Ladeira.
Em 2001, foi tema do episódio "Santa da Ladeira", o oitavo de uma série de treze do programa documental Fenómeno, realizado por Margarida Moura Guedes para a RTP.